# Романов (Белокалитвинский район)
Романов — хутор в Белокалитвинском районе Ростовской области.
Входит в состав Краснодонецкого сельского поселения.

## География
На хуторе имеется одна улица: Особая.

## Население
| 1989 | 2002 | 2010 |
| ---- | ---- | ---- |
| 86   | ↗90  | ↘78  |